# 地獄のロック・ライダー
『地獄のロック・ライダー』（原題：Bat Out of Hell）は、アメリカ合衆国のロック歌手ミートローフが1977年に発表したスタジオ・アルバム。
ストーニー&ミートローフ（Stoney & Meatloaf）名義で発表されたアルバム『Stoney & Meatloaf』（1971年）以来6年ぶりの作品で、ソロ名義では初のアルバムである。ロック・オペラの代表的な作品とされており、アメリカやイギリス等でロング・ヒットを記録して、2012年時点の累計売り上げは4300万枚とされ、史上最も売れたアルバムの一つとされる。

## 背景
本作で作詞・作曲・アレンジ等を担当したジム・スタインマンは、以前ミートローフが出演したオフ・ブロードウェイ・ミュージカル『モア・ザン・ユー・ディザーヴ』の音楽を担当していた。スタインマンはその後、ピーター・パンを元にしたミュージカル『ネヴァーランド』の音楽を担当し、その時に作られた曲が本作の元になった。なお、本作収録曲のうち「地獄のロック・ライダー」「天国への招待」「暴走」は『ネヴァーランド』でも使われている。
本作のプロデューサー選びは難航し、スタインマンは後年「どのプロデューサーのところに行っても『馬鹿げている』『これをレコードにできるわけがない』って言われた」「ルー・リードを手掛けたボブ・エズリンにプロデュースしてほしかったけど、彼の電話番号がわからなかった」と語っている。最終的にはトッド・ラングレンがプロデュース、エンジニア、ミキシングのいずれも引き受けて、ラングレンが率いるユートピアのメンバーもレコーディングに参加した。
本作は、エピック・レコードのA&Rだったスティーヴ・ポポヴィッチが新たに設立したクリーヴランド・インターナショナル・レコードからリリースされた。

## 反響・評価
ミートローフの母国アメリカでは、Billboard 200で最高14位に達し、1978年8月にはRIAAによってプラチナ・ディスクに認定された。その後も売り上げを伸ばし、2001年4月には14×プラチナに達した。全英アルバムチャートでは最高位こそ9位に終わるが、長期にわたってチャート・インし、2017年現在では合計521週トップ100入りした。
『ローリング・ストーン』誌が2003年に選出したオールタイム・グレイテスト・アルバム500では343位にランク・イン。

## その後
ミートローフは後に、本作の続編に当たるコンセプト・アルバムを2作発表している。1993年には『地獄のロック・ライダーII〜地獄への帰還』が発表され、2006年には『地獄のロック・ライダー3〜最後の聖戦!』が発表された。
1995年、クリーヴランド・インターナショナル・レコード創設者のスティーヴ・ポポヴィッチはソニーに対して、未払いになっていた本作のロイヤルティーを請求する訴訟を起こした。この訴訟は、ソニーが約700万ドルを支払うことと、本作の再発盤にクリーヴランド・インターナショナルのロゴを入れることを条件に和解するが、ソニーはロゴを入れる条件を守らなかったため、ポポヴィッチは再びソニーを訴えて2005年に500万ドルを得ている。
ミートローフが2004年に発表したライブ・アルバム『Bat Out of Hell: Live with the Melbourne Symphony Orchestra』には、メルボルン交響楽団との共演による本作の完全再現ライブが収録された。また、2012年12月、ミートローフは2013年4月に行われるイギリス・ツアーで本作を完全再現することを発表した。

## 収録曲
全曲ともジム・スタインマン作。
1. 地獄のロック・ライダー - "Bat Out of Hell" – 9:49
2. ユー・トゥック・ザ・ワーズ - "You Took the Words Right Out of My Mouth (Hot Summer Night)" – 5:05
3. 天国からの招待状 - "Heaven Can Wait" – 4:41
4. 暴走 - "All Revved Up with No Place to Go" – 4:18
5. 66%の誘惑 - "Two Out of Three Ain't Bad" – 5:25
6. ロックンロール・パラダイス - "Paradise by the Dashboard Light" – 8:28
7. クライング・アウト・ラウド - "For Crying Out Loud" – 8:44

## 参加ミュージシャン
- ミートローフ - ボーカル
- ジム・スタインマン - キーボード (#1, #2, #6)、パーカッション (#1, #2)、エフェクト (#6)、アレンジ
- トッド・ラングレン - ギター (#1, #2, #4, #5, #6)、キーボード (#1)、バッキング・ボーカル (#1, #2, #3, #5, #6)、アレンジ
- ロジャー・パウエル - シンセサイザー (#1, #2, #5, #6)
- カジム・サルトン - ベース (#1, #2, #4, #5, #6, #7)、バッキング・ボーカル (#1)
- ジョン・ウィルコックス - ドラムス (#4, #5, #7)
- ロイ・ビタン - キーボード (#1, #2, #6)、ピアノ
- マックス・ウェインバーグ - ドラムス (#1, #2, #6)
- エドガー・ウィンター - サクソフォーン (#2, #4, #6)
- マーヴィン・リー - パーカッション (#2)、バッキング・ボーカル (#6)
- シェリル・ハードウィック - ピアノ (#7)
- スティーヴ・マーゴシーズ - ピアノ (#7)、オーケストラ・アレンジ (#7)
- エレン・フォーリー - フィーチャリング・ボーカル (#6)、バッキング・ボーカル (#1, #2, #4, #6)
- ロリー・ドッド - バッキング・ボーカル (#1, #2, #3, #5, #6, #7)
- ニューヨーク・フィルハーモニック (#7)
- フィラデルフィア管弦楽団 (#7)
- ジーン・オーロフ - コンサートマスター (#7)
- ケン・アッシャー - ストリングス・アレンジ (#3, #5)

## 参照
- 1977年の音楽
- 地獄のロック・ライダーII〜地獄への帰還
- ワグネリアン・ロック